# دوري تي 20 الدولي
دوري تي 20 الدولي هي بطولة كريكت ستقام في الإمارات العربية المتحدة، من المقرر أن تنطلق النسخة الأولى من الدوري في يناير 2023 وستتكون من 6 فرق.